# روبرت إل. رامزي (كاتب)
روبرت إل. رامزي (بالإنجليزية: Robert L. Ramsay)‏ هو كاتب أمريكي، ولد في 14 ديسمبر 1880، وتوفي في 14 ديسمبر 1953.